# Leaper

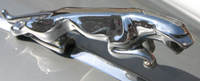
„Leaper“ von Jaguar

Leaper [li:pər] (von englisch leap = springen) ist der Name der Kühlerfigur von Automobilen der Marke Jaguar. Sie wurde seit den 1940er-Jahren vorn auf dem Kühler der Jaguar-Wagen angebracht, wegen der hohen Verletzungsgefahr für Fußgänger in Deutschland aber 1959 gesetzlich verboten. Daraufhin entwickelte Jaguar eine neue Kühlerfigur, die wegklappt, wenn sie gegen ein Hindernis stößt. Serienmäßig gibt es sie nicht mehr auf den Jaguar-Modellen, kann aber im Zubehörhandel gekauft werden. Die Figur hat eine Allgemeine Betriebserlaubnis (ABE).